# Cecilia Arbolave
Cecilia Arbolave (Buenos Aires,10 de outubro de 1985) é uma jornalista, produtora gráfica, produtora de eventos, tradutora e editora da Lote 42. É uma das fundadoras da Banca Tatuí, espaço de publicações independentes, da Sala Tatuí, um espaço de cursos, e da feira Miolo(s), na Biblioteca Mário de Andrade.

## Biografia
Arbolave é formada em Comunicação pela Universidade Austral e pós-graduada pela Academia Brasileira de Jornalismo Literário. Escreveu o livro Curitibocas: Diálogos Urbanos e um dos capítulos do livro Queria Ter Ficado Mais, obra que também organizou. Como tradutora, trabalhou em quadrinhos como QP, de Powerpaola, A Mão do Pintor, de María Luque, e no Catálogo HQ Brasil.
É casada com João Varella, seu sócio na editora Lote 42, uma das responsáveis por renovar a rua Barão de Tatuí, localizada na Vila Buarque em São Paulo.
Foi jurada do Prêmio Jabuti na categoria Histórias em Quadrinhos em 2017 e na categoria Capa em 2021, além do edital de publicações da Des.Gráfica no Museu da Imagem e do Som em 2018.

## Prêmios
Venceu o prêmio Proyectando Valores 2006 da Câmara Argentina de Anunciantes. Em 2015, foi eleita uma das “30 mulheres com menos de 30 anos para ficar de olho” pelo portal M de Mulher. Foi vencedora do prêmio Jovens Talentos da Indústria do Livro em 2018, outorgado pelo PublishNews. 